# Bröckau
Bröckau è una frazione tedesca di 390 abitanti del comune di Schnaudertal, situata nel land della Sassonia-Anhalt.
Fino al 31 dicembre 2009 ha costituito un comune autonomo.